# Kwas α-linolenowy
Kwas α-linolenowy (z łac. linum – len, oleum – olej; ALA) – organiczny związek chemiczny z grupy wielonienasyconych kwasów tłuszczowych typu omega-3.
Kwas α-linolenowy jest niezbędnym składnikiem diety człowieka i wielu zwierząt, gdyż nie jest syntezowany przez organizm (należy do grupy egzogennych kwasów tłuszczowych).
Występuje w postaci estru z gliceryną w niewielkich ilościach w tłuszczach roślinnych (głównie w oleju lnianym, szczególnie w oleju wysokolinolenowym) i zwierzęcych. Najbogatszymi łatwo dostępnymi źródłami ALA są olej lniany (60%), olej rzepakowy tłoczony na zimno (9,91%), olej rzepakowy rafinowany (8,07%). Jest używany w przemyśle do produkcji lakierów i farb olejnych.

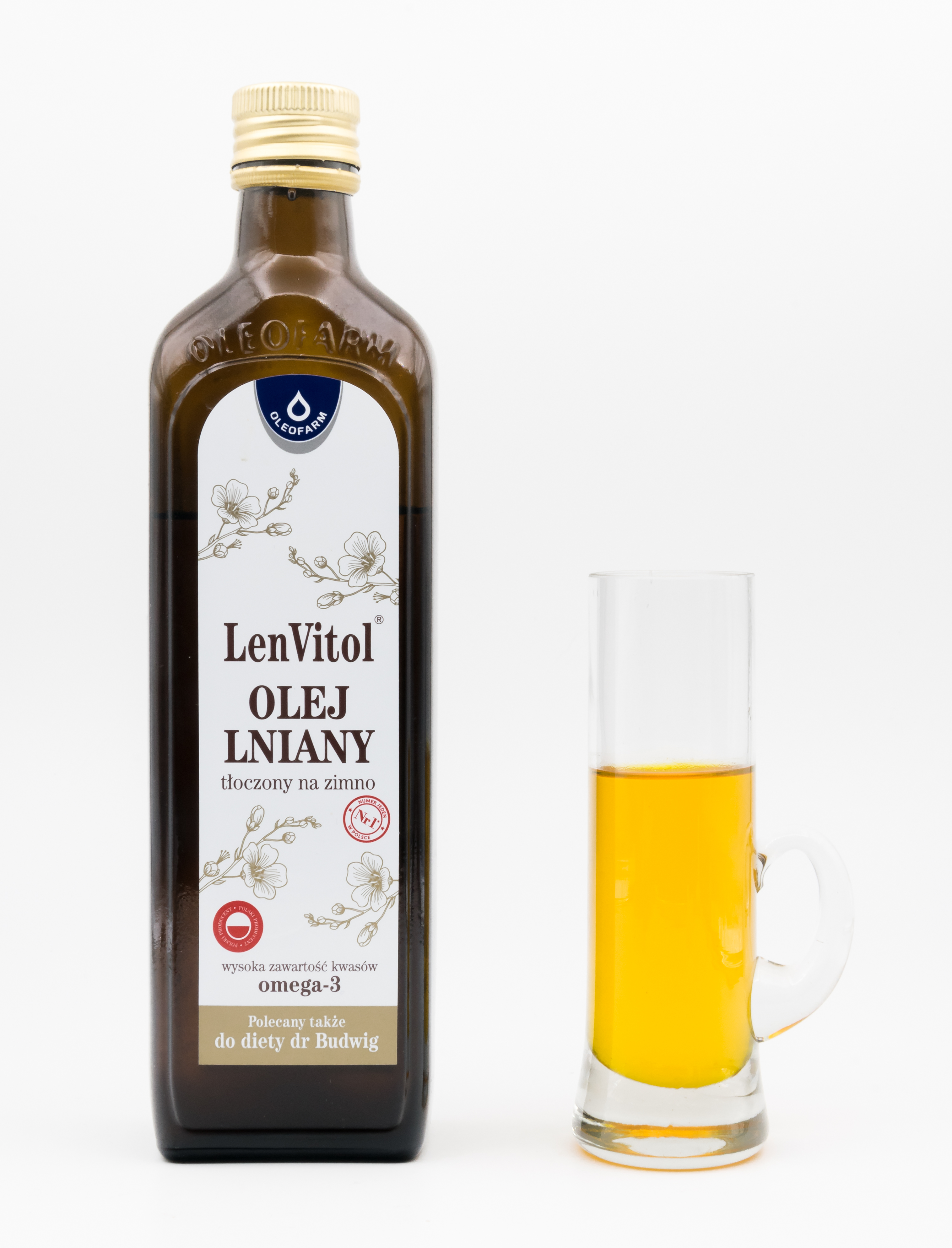
Olej lniany - najbogatsze źródło kwasu α-linolenowego